# Championnat de Malte de football 1923-1924
Navigation
Saison précédente Saison suivante
La saison 1923-1924 de First Division Maltaise est la treizième édition de la première division maltaise.
Lors de cette saison, le Sliema Wanderers FC a conservé son titre de champion face aux quatre meilleurs clubs maltais lors d'une série de matchs se déroulant sur toute l'année.
Les cinq clubs participants au championnat ont été confrontés une fois aux quatre autres.
Le Sliema Wanderers FC a été sacré champion de Malte pour la troisième fois.

## Les cinq clubs participants
| Club                | Stade            | Capacité | Ville      |
| ------------------- | ---------------- | -------- | ---------- |
| Msida Rovers        | -                | -        | Msida      |
| Sliema Wanderers FC | Guze Fava Ground | 4 000    | Sliema     |
| Sliema Rangers      | -                | -        | Sliema     |
| Valletta United     | -                | -        | La Valette |
| Vittoriosa Rovers   | -                | -        | Vittoriosa |

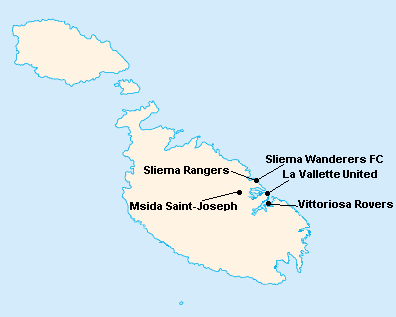
Localisation des clubs engagés dans le championnat.

L'île de Malte étant relativement petite, les clubs évoluent tous au stade National Ta'Qali (17 400 places). Certains cependant ont leur propre enceinte qu'ils peuvent éventuellement utiliser.

## Compétition

### Classement
| Rang | Équipe                  | Pts | J | G | N | P | Bp | Bc | Diff |
| ---- | ----------------------- | --- | - | - | - | - | -- | -- | ---- |
| 1    | Sliema Wanderers FC (T) | 8   | 4 | 4 | 0 | 0 | 9  | 1  | +8   |
| 2    | Vittoriosa Rovers       | 4   | 4 | 2 | 0 | 2 | 5  | 4  | +1   |
| 3    | Valletta United         | 4   | 4 | 2 | 0 | 2 | 4  | 4  | 0    |
| 4    | Sliema Rangers          | 2   | 4 | 1 | 0 | 3 | 5  | 8  | -3   |
| 5    | Msida Rovers (P)        | 2   | 4 | 1 | 0 | 3 | 3  | 9  | -6   |

| Légende : Qualifications et relégations | Légende : Qualifications et relégations                  |
| --------------------------------------- | -------------------------------------------------------- |
|                                         | (T) : Tenant du titre 1922-1923 (P) : Promu en 1922-1923 |

## Bilan de la saison
| Tableau d'Honneur       |                     |
| Compétition             | Vainqueur           |
| First Division Maltaise | Sliema Wanderers FC |

| Promotions et relégations            |                                             |
| Relégués en Second Division Maltaise | Aucun                                       |
| Promus de Second Division Maltaise   | Floriana FC Hamrun Spartans Valletta Rovers |